# Axel Wrede Sparre
Axel Wrede-Sparre, född 1 december 1708 i Stockholm, död 19 januari 1772, var en svensk greve, generalmajor och överståthållare. 

## Barndom och uppväxt

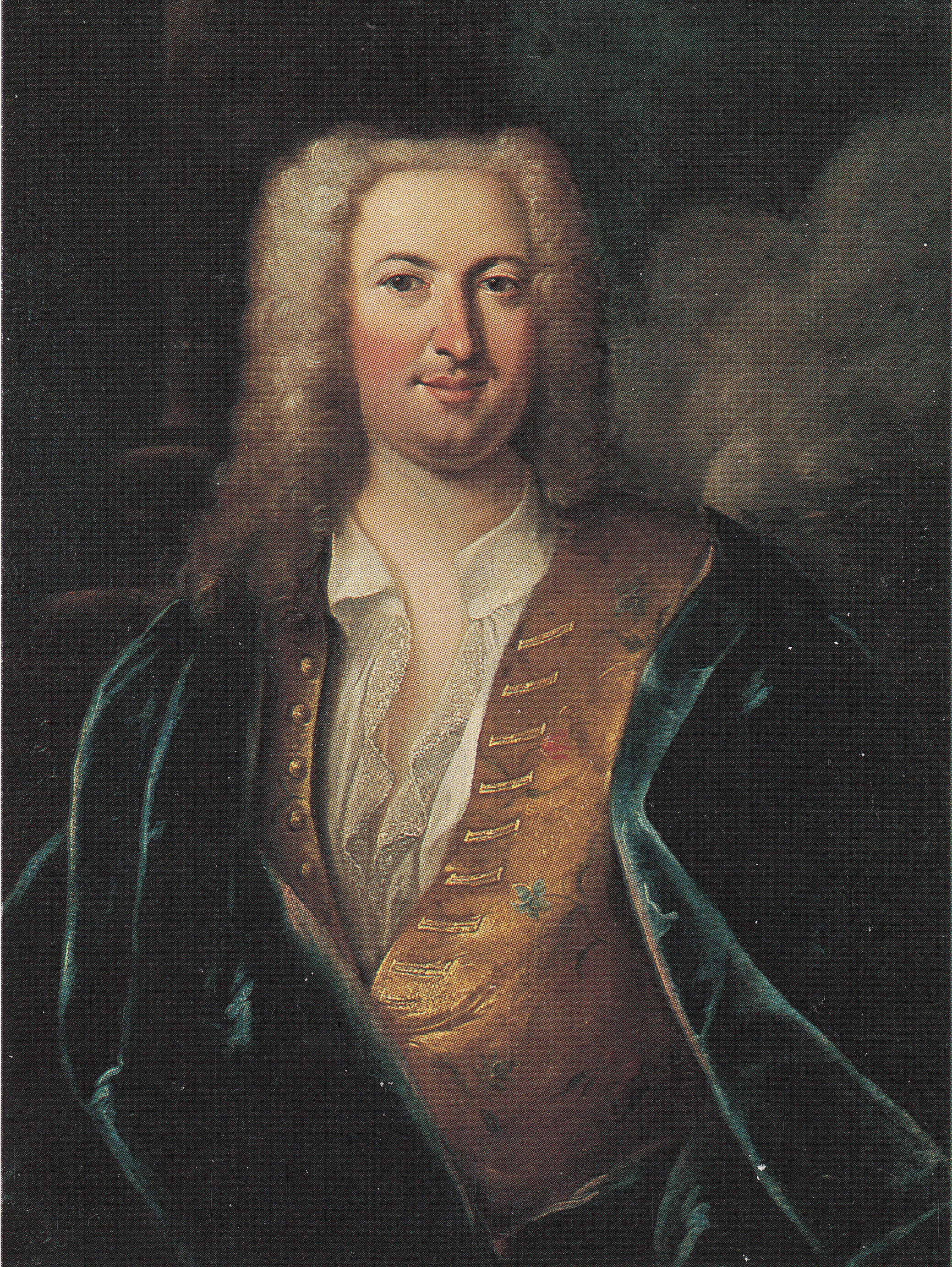
Axel Wrede Sparre, 22 år gammal. Troligen av Martin Mijtens d.y., 1730.

Wrede-Sparre var son till greve Erik Sparre af Sundby och grevinnan Sophia Wrede. Modern dog två veckor efter hans födsel och hans far överlät vårdnaden till morföräldrarna Brita Cruus och Fabian Wrede. När Wrede dog år 1712 ärvde han Östanå säteri och Esbo gård. Förvaltningen sköttes av hans mormor Brita Cruus tills han blev myndig. Han upptog då sin mors namn och kallade sig Wrede-Sparre. Med honom utgick den grevliga ätten Sparre af Sundby.
Vid nio års ålder började Wrede-Sparre läsa för en informator i Uppsala och sex år senare skickades han till Leipzig för att läsa vidare med Carl Rudenschöld som handledare. Wrede-Sparre visade dåliga studieresultat och förde ett mycket dyrt studentliv. 
Han värvades så småningom till kavalleriet och befordrades till korpral och begav sig sedan till Paris för ytterligare studier. Även här blev studieresultatet magert och Wrede-Sparres pengar lades mer på nöjen än något annat.

## Frimureri
Cirka 1731 recepierade han i en frimurarloge i Paris, sannolikt i en jakobitisk loge, där han erhöll de tre första frimuraregraderna innan han återvände till Sverige. Han grundade 17 mars 1735 den första svenska frimurarlogen i Sverige, en loge som kom att kallas Greve Wrede Sparres loge och som hade sina sammankomster i Stenbockska palatset. Vid logens första sammankomst recepierades Carl Gustaf Tessin som då fick de två första graderna. Tessin var Wrede Sparres svåger. Verksamheten i logen var ojämn och från 1752 övergick alla medlemmarna ill den nybildade logen S:t Jean Auxiliaire.

## Militär karriär
År 1744 befordrades han till ryttmästare, 1747 till överstelöjtnant och sedan till överste för Västgöta kavalleriregemente 1749. Att avancera i graderna var emellertid mycket kostsamt. Wrede-Sparre hade dåligt ekonomiskt sinnelag och samma år som han utsågs till överste blev han omyndigförklarad och sattes under ekonomisk tvångsförvaltning.
År 1760 utnämndes han, trots sina ekonomiska tillkortakommanden, till  generalmajor och till president i Krigskollegium 1768. 

## Civil karriär
Åren 1770–1772 var han överståthållare i Stockholm, men han ansågs vara en ointresserad och dålig ämbetsman. 
Wrede-Sparre företrädde sin släkt vid adelsståndets samtliga riksdagar 1734–1767 och var medlem av hattpartiet. I riksdagsarbetet fick han plats i ekonomideputationen, en placering som med tanke på hans inställning till pengar vållade stor förvåning. 

## Giftermål och familj
Wrede-Sparre var från 1735 gift med Augusta Törnflycht (1714–1780), dotter till riksrådet Olof Törnflycht. I äktenskapet föddes barnen:
- Ulrika Sofia (1736–1765), gift med landshövdingen Carl Adlerfelt
- Carl Axel Sigge Wrede-Sparre (1738–1759), officer i fransk tjänst, dödligt sårad i slaget vid Bergen under Sjuårskriget.
- Brita Christina (1741-1766), gift med sin syssling Fredrik Sparre
- Lovisa Augusta (1745–1817), en av "de tre gracerna" vid hovet, gift med fältmarskalken Johan August Meijerfeldt d.y.